# Иерархия алефов

Алеф-ноль, наименьшее бесконечное кардинальное число

Иера́рхия а́лефов в  теории множеств и в математике вообще представляет собой упорядоченную систему обобщённых («кардинальных») чисел, используемых для представления мощности (количества элементов) бесконечных вполне упорядоченных множеств. Мощность конечного множества есть количество его элементов, поэтому иерархия кардинальных чисел включает обычные натуральные числа, упорядоченные традиционным способом. Далее в иерархии идут бесконечные вполне упорядоченные множества, мощность (кардинальное число) которых обозначается с помощью буквы алеф (ℵ) еврейского алфавита с индексами, причём индекс сам может быть бесконечным порядковым числом. Множествам большей мощности соответствует большее значение индекса. 
Первым из алефов выступает мощность множества натуральных чисел («счётная»), которая обозначается символом {\displaystyle \aleph _{0}} (читается: «алеф-ноль»), далее следует {\displaystyle \aleph _{1}} (алеф-один) и так далее.
Иерархия алефов была описана немецким математиком Георгом Кантором в статье «К обоснованию учения о трансфинитных множествах» (в двух частях, 1895—1897 годы).
Обозначения алефов не следует путать с символом бесконечности Валлиса ({\displaystyle \infty }), который часто встречается в математическом анализе и других разделах математики. Символ Валлиса обозначает либо неограниченное возрастание ({\displaystyle -\infty } означает неограниченное убывание) функции, либо особую («бесконечно удалённую») точку на расширенной числовой прямой или комплексной плоскости, в то время как алеф есть мера мощности множеств.

## Общее определение и свойства
Как сказано выше, символ {\displaystyle \aleph _{0}} обозначает счётную мощность натурального ряда. Пусть {\displaystyle \alpha } — некоторое порядковое число; рассмотрим соответствующий ему ординал {\displaystyle \omega _{\alpha }.} Тогда символ {\displaystyle \aleph _{\alpha }} обозначает мощность множества всех порядковых чисел, меньших {\displaystyle \omega _{\alpha }.}
Некоторые свойства.
- Все алефы сравнимы между собой, из двух алефов больше тот, у которого больше индекс.
- Каждое кардинальное число совпадает с одним из алефов (для доказательства необходима аксиома выбора).
- Предположение: {\displaystyle 2^{\aleph _{0}}=\aleph _{1}} известно как континуум-гипотеза.
- Множество всех алефов, меньших заданного {\displaystyle \aleph _{\alpha },} вполне упорядочено, и его порядковый тип равен {\displaystyle \alpha .}
- Кардинальное число {\displaystyle \aleph _{\alpha +1}} непосредственно следует за {\displaystyle \aleph _{\alpha },} никаких промежуточных мощностей между ними нет.
- Наибольшего элемента среди алефов нет. Иерархия алефов не образует множества в смысле аксиоматики Цермело-Френкеля.

## Примеры

### Алеф-ноль
{\displaystyle \aleph _{0}} (алеф-ноль) — это мощность множества натуральных чисел {\displaystyle \mathbb {N} ,} первый бесконечный кардинал. Множество всех конечных ординалов обозначается строчной греческой буквой {\displaystyle \omega } (омега), или {\displaystyle \omega _{0};} оно имеет мощность {\displaystyle \aleph _{0}.}
Множество имеет мощность {\displaystyle \aleph _{0}} тогда и только тогда, когда оно счётно, то есть существует взаимно-однозначное соответствие между ним и множеством натуральных чисел {\displaystyle \mathbb {N} }. Примеры множеств мощности {\displaystyle \aleph _{0}}:
- множество всех квадратных чисел, множество всех кубических чисел;
- множество всех чётных чисел, множество всех нечётных чисел;
- множество всех простых чисел, множество всех составных чисел;
- множество всех целых чисел;
- множество всех рациональных чисел;
- совокупность всех геометрических величин, которые можно построить циркулем и линейкой;
- множество всех алгебраических чисел,
- множество всех вычислимых чисел,
- множество всех определимых чисел[англ.];
- множество всех двоичных строк конечной длины;
- множество всех конечных подмножеств заданного счётного множества.

Бесконечные ординалы:
{\displaystyle \omega ,\omega +1,\omega \cdot 2,\omega ^{2},\omega ^{\omega }}
все относятся к счётным множествам. Например, следующая последовательность (с ординалом ω·2), содержащая сначала все положительные нечётные числа, а за ними все положительные чётные числа:
{1, 3, 5, 7, 9, ..., 2, 4, 6, 8, 10, ...}
описывает некоторый порядок на множестве целых положительных чисел мощности {\displaystyle \aleph _{0}}.
Если выполняется аксиома выбора или, по крайней мере, аксиома счетного выбора (более слабая), то {\displaystyle \aleph _{0}} меньше, чем любой другой бесконечный кардинал.

### Алеф-один
{\displaystyle \aleph _{1}} (алеф-один) — это мощность множества всех счётных порядковых чисел, которое обозначается {\displaystyle \omega _{1}} (иногда {\displaystyle \Omega _{1}}). Ординал {\displaystyle \omega _{1}} больше, чем все счётные ординалы, и соответствует несчётным множествам. Следовательно, {\displaystyle \aleph _{1}} не совпадает с {\displaystyle \aleph _{0}} и больше его.
Если принята аксиоматика Цермело — Френкеля (даже без аксиомы выбора), то между {\displaystyle \aleph _{0}} и {\displaystyle \aleph _{1}} нет никаких других кардинальных чисел. С помощью аксиомы выбора мы можем показать одно из самых полезных свойств множества {\displaystyle \omega _{1}\colon } любое счётное подмножество {\displaystyle \omega _{1}} имеет верхнюю границу в {\displaystyle \omega _{1}} (это следует из того, что счётное объединение счётных множеств счётно). Этот факт аналогичен ситуации в {\displaystyle \aleph _{0}}: каждое конечное множество натуральных чисел имеет максимальный элемент, который также является натуральным числом, и конечное объединение конечных множеств конечно.
Если принять континуум-гипотезу, то с аксиомой выбора {\displaystyle \aleph _{1}} совпадает с мощностью поля вещественных чисел (континуум). Если же континуум-гипотеза неверна, то с аксиомой выбора континуум соответствует одному из более далёких алефов. Без аксиомы выбора континуум может как быть алефом, так и нет.

## Арифметика алефов
Георг Кантор определил для любых кардинальных чисел операции, аналогичные обычным арифметическим. Свойства их, однако, во многом отличаются от обычных и часто требуют применения аксиомы выбора. Примеры:
- Сумма любого алефа с самим собой даёт тот же алеф: {\displaystyle \aleph _{\alpha }+\aleph _{\alpha }=\aleph _{\alpha }}.
- Конечная степень любого алефа даёт тот же алеф: {\displaystyle (\aleph _{\alpha })^{n}=\aleph _{\alpha }}.
- Сумма и произведение разных алефов даёт наибольший из них: {\displaystyle \aleph _{\alpha }+\aleph _{\beta }=\aleph _{\beta },\quad \aleph _{\alpha }\cdot \aleph _{\beta }=\aleph _{\beta },\quad \beta >\alpha }.